# Anoncus flavicaudatus
Anoncus flavicaudatus är en stekelart som först beskrevs av Holmgren 1857.  Anoncus flavicaudatus ingår i släktet Anoncus och familjen brokparasitsteklar. Arten är reproducerande i Sverige. Inga underarter finns listade i Catalogue of Life.